# Etruria Regio
L'Etruria Regio è una struttura geologica della superficie di 21 Lutetia.